# Torre de Bismarck (Heidelberg)

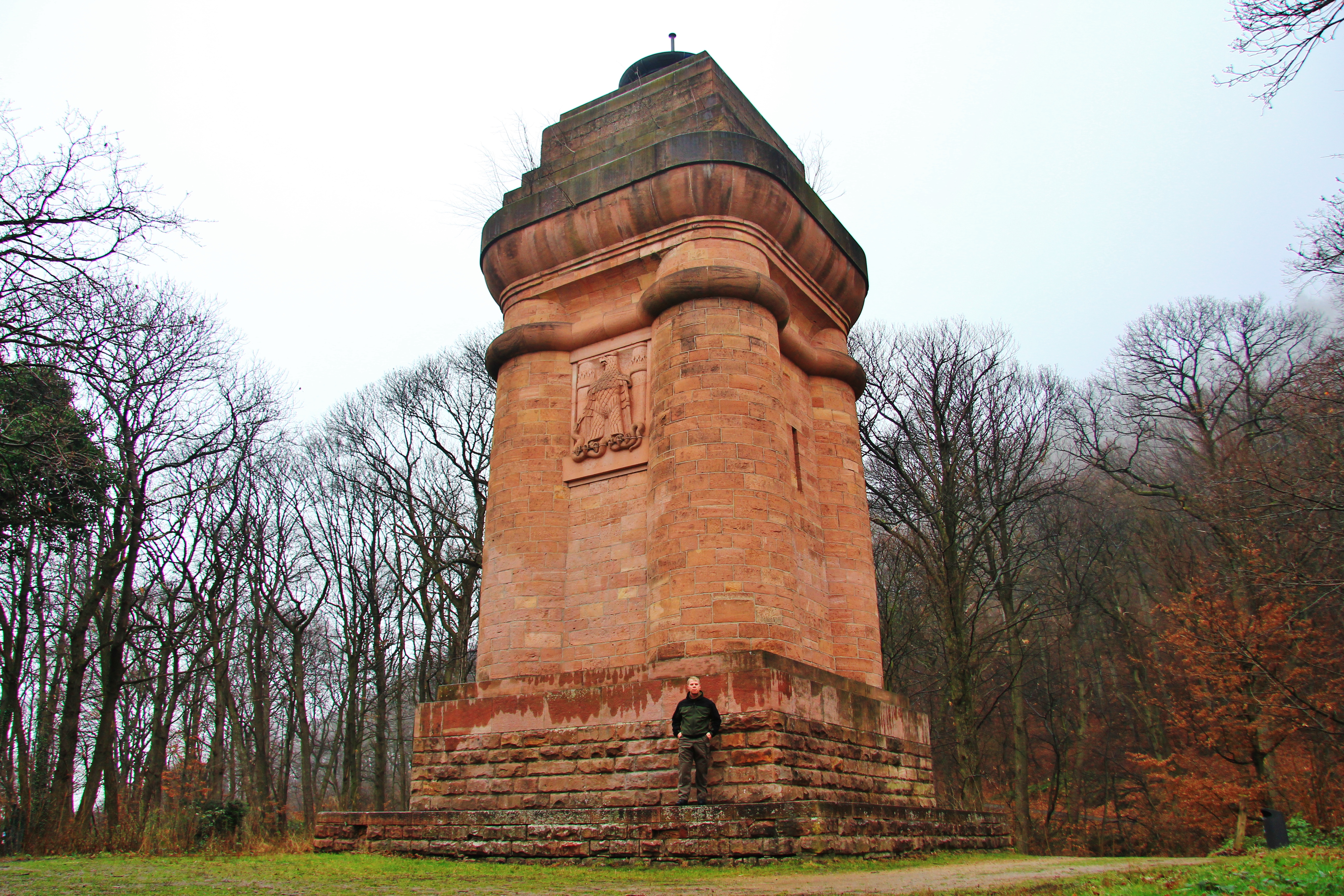
Torre de Bismarck em Heidelberg

A Torre de Bismarck em Heidelberg (em alemão:  Bismarcksäule Heidelberg) é um belvedere tombado pelo patrimônio alemão, construído em 1903 em Heidelberg. O monumento a Bismarck está localizado na encosta sul do Heiligenberg, acima do Philosophenweg.